# ألفين باتريمونيو
ألفين باتريمونيو مواليد 17 نوفمبر 1966 في كيزون، هو لاعب كرة سلة فلبيني سابق بدأ مسيرته الاحترافية في سنة 1988 لعب في الرابطة الفلبينية لكرة السلة وحمل الرقم 16. مثّل منتخب بلاده. اعتزل اللعب في 2004. يحمل الرقم القياسي في الدوري الفلبيني حيث هو أكثر لاعب من لعب مباريات متعاقبة بمجموع 596.